# Adelheid Koritz-Dohrmann
Adelheid Koritz-Dohrmann (geboren am 28. Juli 1935 als Adelheid Dohrmann in Berlin; gestorben am 17. Oktober 1999 ebenda) war eine deutsche Juristin und SPD-Mitglied. Als Frauenrechtlerin und Mitglied im Deutschen Juristinnenbund setzte sie sich für die Frauenquote ein und unterstützte Ost-Kolleginnen nach der Wende, im neuen Staat Fuß zu fassen. Sie erhielt 1995 das Bundesverdienstkreuz erster Klasse.

## Leben

### Jugend und Ausbildung
Dohrmann war Tochter eines Tischlermeisters und einer Krankenschwester und Fürsorgerin. Zwischen 1941 und 1948 besuchte sie 14 verschiedene Schulen in Ostpreußen, Schlesien, der damaligen Tschechoslowakei und Niedersachsen. Das Kriegsende erlebte sie mit Mutter und Schwester in Prag. Von dort kehrten sie zu Fuß nach Berlin zurück, wurden aber mit drei Mitschülerinnen wegen Hungersnot sofort wieder nach Niedersachsen evakuiert. Dennoch machte Dohrmann mit 1954 das Abitur und begann ein Studium der Rechtswissenschaft an der Freien Universität Berlin. Um das Studium zu finanzieren, arbeitete sie bei der AEG und der Bundesversicherungsanstalt für Angestellte (BfA) oder auch als Schuhverkäuferin. 1959 schloss sie ihr Studium mit dem ersten Staatsexamen ab und wurde Referendarin am Kammergericht. Bald wechselte sie an das Europa-Kolleg Hamburg.

### Rechtsanwältin und Notarin
1964 gründete Adelheid Koritz-Dohrmann eine eigene Rechtsanwalts-Kanzlei im Berliner Westend. 1966 wurde ihre Tochter geboren, die „unter dem Schreibtisch“ aufwuchs. Im März 1975 wurde Koritz-Dohrmann als Notarin vereidigt. 1994 trat die Tochter Nikola Koritz in die Kanzlei ein und führt sie seit dem Tod der Mutter alleine. Schwerpunkte der Kanzlei waren und sind Familien- und Erbrecht.
Koritz-Dohrmann war vier Jahre im Ehrengericht der Berliner Anwaltschaft tätig und wurde Mitglied im Berliner Richterwahlausschuss.

### Politisches und frauenpolitisches Engagement
Schon als Referendarin wurde Koritz-Dohrmann Mitglied der SPD und trat der Arbeitsgemeinschaft sozialdemokratischer Juristinnen und Juristen bei. Seit 1967 machte sie in Berlin-Spandau ehrenamtlich Rechtsberatung für Menschen, die sich keinen Anwalt leisten können. Dieses Engagement führte dazu, dass sie einen Lehrauftrag an der Fachhochschule für Sozialarbeit angeboten bekam. 1973 forderte sie als Mitglied der Arbeitsgemeinschaft sozialdemokratischer Frauen eine Frauenquote zur Verbesserung des Frauenanteils in der SPD und in der Politik, bekam aber keine Zustimmung. Die SPD konnte sich erst 1983 zu einer Frauenquote durchringen.
Als Sozialdemokratin war sie zunächst im Deutschen Juristinnenbund nicht gern gesehen, setzte sich aber mit Engagement und Hartnäckigkeit durch, so dass sie nicht nur als Mitglied, sondern im Herbst 1979 sogar für vier Jahre in den Bundesvorstand aufgenommen wurde. Sie engagierte sich dort in der Steuerrechts- und Familienrechtskommission. 1983 gründete sie mit sieben Frauen eine Berliner Gruppe, die die im selben Jahr in Berlin stattfindende Mitgliederversammlung organisierte und inhaltlich begleitete. Heute hat die Berliner Gruppe mehrere hundert Mitglieder. Nach dem Fall der Mauer 1989 organisierte Koritz-Dohrmann für die Kolleginnen in Berlin-Ost Treffen und Fortbildungsmöglichkeiten: „Wir haben uns ganz schnell gegenseitig erkannt als arbeitende Frauen, uns schnell begriffen. Es sind Freundschaften entstanden, die bis auf den heutigen Tag tragfähig geblieben sind.“
Lange Jahre war Koritz-Dohrmann im Vorstand des Landesfrauenrates Berlin. Zudem engagierte sie sich als Mitglied im Verein der Berliner Künstlerinnen (VdBK) und in der GEDOK Berlin und setzte dort auch ihre juristische Expertise ein.

### Auszeichnungen

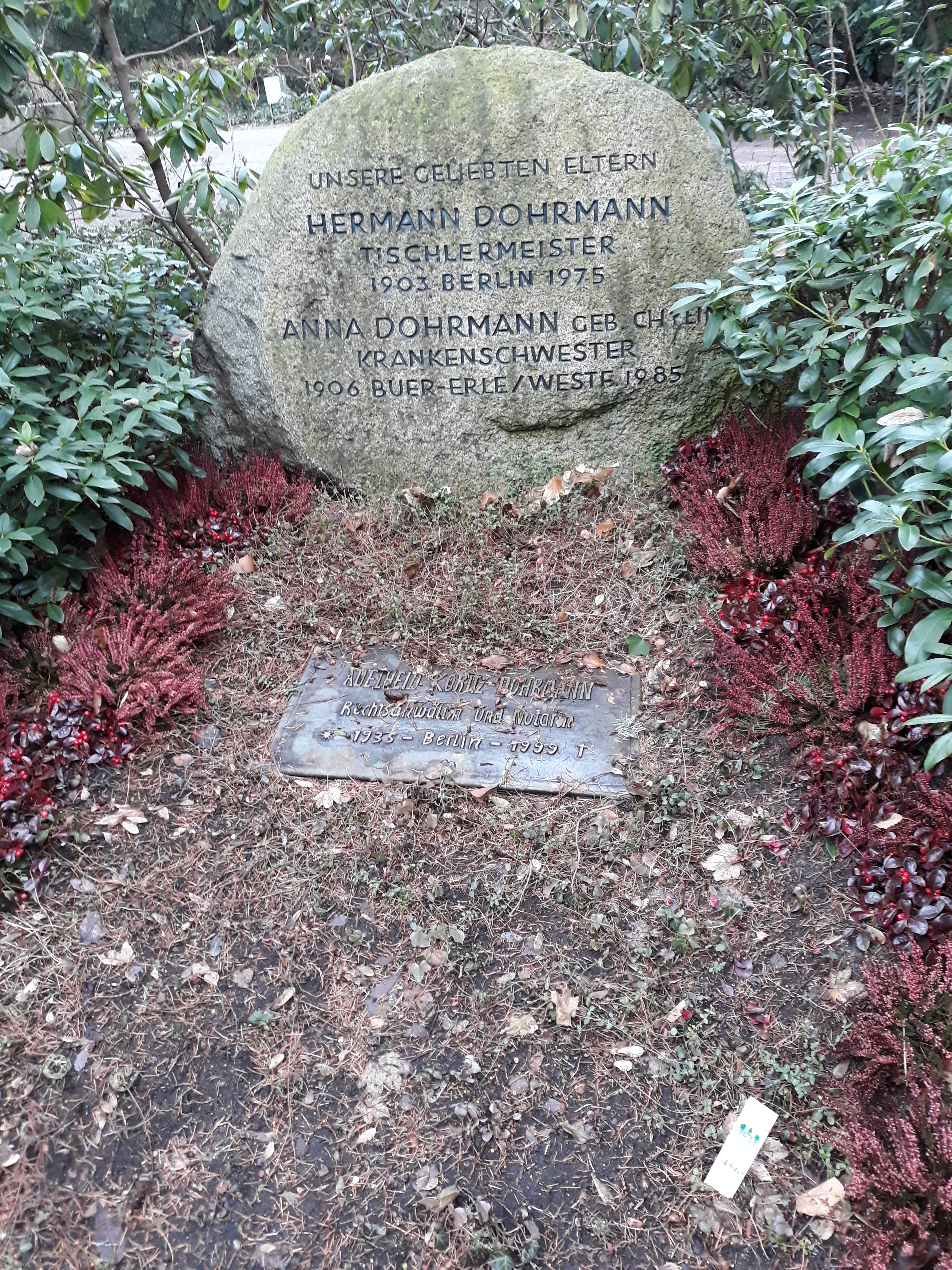
Das Grab von Adelheid Koritz-Dohrmann im Familiengrab auf dem Friedhof Heerstraße in Berlin

Koritz-Dohrmann erhielt im August 1995 das Bundesverdienstkreuz erster Klasse.

### Privates
Koritz-Dohrmann war seit 1961 mit Andor Koritz verheiratet. Die beiden führten ein offenes Haus in Charlottenburg. Im Herbst 1994 erkrankte sie an Krebs und starb im Oktober 1999. Sie fand ihre letzte Ruhestätte im Familiengrab auf dem Friedhof Heerstraße in Berlin.

## Veröffentlichungen
- Verein der Berliner Künstlerinnen e.V. Die Geschichte des Vereins im Rechtsverkehr. In: Profession ohne Tradition. 125 Jahre Verein der Berliner Künstlerinnen. Ein Forschungs- und Ausstellungsprojekt der Berlinischen Galerie in Zusammenarbeit mit dem Verein der Berliner Künstlerinnen. Katalog aus Anlass der Ausstellung vom 11. September bis 1. November 1992. Kupfergraben, Berlin 1992, ISBN 3-89181-410-0, S. 397–441.
- Aktuelle Aufgabenstellung des Vereins - ein neuer Satzungszweck - eine neue Rechtsform für den Verband? In: Profession ohne Tradition. 125 Jahre Verein der Berliner Künstlerinnen. Ein Forschungs- und Ausstellungsprojekt der Berlinischen Galerie in Zusammenarbeit mit dem Verein der Berliner Künstlerinnen. Katalog aus Anlass der Ausstellung vom 11. September bis 1. November 1992. Kupfergraben, Berlin 1992, ISBN 3-89181-410-0.